# Bony de la Socarrada
El Bony de la Socarrada és una muntanya de 2.275,4 metres d'altitud del terme municipal de Soriguera, a la comarca del Pallars Sobirà. Pertany al territori del terme primigeni de Soriguera.
Està situat en el sector nord-est del terme, a prop del límit amb el terme de Rialb. És a l'extrem de migdia del Serrat Gros, al nord-est de la Torreta de l'Orri i a ponent de l'Eixida de Montenartró.
És dins del Parc Natural de l'Alt Pirineu.